# Mary Garcia Castro
Mary Garcia Castro es una socióloga brasileña conocida por sus investigaciones sobre trabajo y género.
Castro recibió su título de doctor en sociología en 1989 por la Universidad de la Florida con un trabajo sobre mujeres jefes de hogar en el Brasil. Trabajó para la Organización Internacional del Trabajo y como profesora de sociología en la Universidad Federal de Bahía. Su publicación más conocida es Muchachas no more: household workers in Latin America and the Caribbean.